# Myophonus
Myophonus (Myiophoneus) là một chi động vật thuộc phân họ Saxicolinae, Họ Đớp ruồi. Chi này có 9 loài hoét xanh (theo Voelker và Spellman (2004)), trước đây được xếp trong họ Hoét (Turdidae). Chúng là tất cả các loài chim có kích thước trung bình chủ yếu ăn côn trùng hoặc ăn tạp. Tất cả các loài đều có màu sắc rực rỡ, được tìm thấy ở Ấn Độ và Đông Nam Á. Con trống thường là màu xanh lam, và những con cái có thể là tương tự như con trống hoặc có màu nâu. Các mảng màu xanh sáng được tìm thấy trên vai và đôi khi trên đầu. Một số loài bị giới hạn hòn đảo duy nhất hoặc các quốc gia.

## Các loài
- Myophonus blighi, tìm thấy ở Sri Lanka
- Myophonus melanurus, Sumatra
- Myophonus castaneus, Sumatra
- Myophonus glaucinus, Java
- Myophonus borneensis, Borneo
- Myophonus robinsoni, bán đảo Mã Lai
- Myophonus horsfieldii, bản đảo Ấn Độ
- Myophonus insularis, Đài Loan
- Myophonus caeruleus - Hoét xanh, từ Trung Á đến phía đông tận Trung Quốc và phía nam đến Sundas